# Barbra Streisand
Barbra Joan Streisand (sinh ngày 24 tháng 4 năm 1942) là một ca sĩ kiêm diễn viên người Mỹ. Bà đã giành được giải thưởng Oscar, Emmy, Grammy, Quả Cầu Vàng (EGOT). Streisand là một trong những nghệ sĩ nữ bán đĩa nhạc chạy nhất ở Hoa Kỳ, theo RIAA. Bà được RIAA xác nhận là hơn 68,8 triệu đĩa ghi âm. 

### Thời niên thiếu
Streisand được sinh ra với tên gọi 'Barbara Joan Streisand ở Williamsburg, Brooklyn, Thành phố New York trong một gia đình bố mẹ là người Mỹ gốc Do Thái. Cha của Barbra là một giáo viên tại một trường trung học và đã qua đời lúc cô bé mới 15 tuổi; cô bé đã có một mối quan hệ cơm không lành canh không ngọt với dượng ghẻ Louis Kind. Cô có một em gái tên là Roslyn Kind cũng là một nghệ sĩ biểu diễn. Mẹ cô, Diana Ida Rosen, một thư ký tại trường phổ thông, đã không khuyến khích con gái mình theo đuổi nghề biểu diễn, cho rằng Barbara không đủ sức hấp dẫn. Cô đã được học tại Erasmus Hall High School, nơi cô tốt nghiệp hạng thứ 4 trong lớp học của cô năm 1959, và nơi cô hát ở trong giàn đồng ca của trường với Neil Diamond. Ở đây cô cũng làm bạn với Bobby Fisher, người sau này là Vua Cờ Bobby Fischer. Cô đã không bao giờ học đại học. Streisand đã từng nói rằng: "Tôi ghét nó (Brooklyn, New York) khi tôi lớn lên, nhưng bây giờ tôi nhận ra rằng tôi đã lấy được sức mạnh từ gốc rễ của mình." (17 tháng 10 năm 2006; hòa nhạc ở Toronto).

### Sự nghiệp truyền hình, sân khẩu và ca hát
Sau một cuộc thi ca nhạc, Streisand đã trở thành một ca sĩ hộp đêm khi cô còn tuổi teen. Ban đầu cô muốn trở thành một diễn viên xuất hiện ở một số tác phẩm điện ảnh ở Off-Off-Broadway, bao gồm với tác phẩm với nữ nghệ sĩ đang được ngưỡng mộ lúc đó là Joan Rivers, nhưng khi bạn trai cô là Barry Dennen đã giúp cô có một buổi biểu diễn tại hộp đêm; lần đầu biểu diễn ở một quán bar dân đồng tính nam ở Greenwich Village của Manhattan năm 1960 — cô đã giành được thành công như một ca sĩ. Vào lúc này, cô đã rút gọn tên mình thành Barbra để khiến nó dễ phân biệt hơn. Năm 1961 Streisand đã ký một hợp đồng với Winnipeg, nhà hàng "Town and Country" của Manitoba  Lưu trữ 2007-09-28 tại Wayback Machine. Các cuộc biểu diễn của cô đã nhận được critical approval, nhưng người chủ nhà hàng đã không đủ hiểu biết để hiểu được cái hay của âm những trình diễn bởi Barbra.
Năm 1962 Streisand lần đầu xuất hiện ở Broadway, trong một vai nhỏ nhưng lại tạo nên danh tiếng trong vở nhạc kịch I Can Get It for You Wholesale (1962). Cô cũng đã ký hợp đồng ghi âm đầu tiên năm đó với hãng Columbia Records. Album đầu tiên của cô, The Barbra Streisand Album, đã giành được hai Giải Grammy năm 1963. Sự thành công âm nhạc của cô tiếp tục, và có lục, 3 album đầu tiên của Streisand đã đồng thời xuất hiện ở top 10 Album pop Billboard - một thành công bất thường vì lúc đó nhạc rock and roll và ban nhạc The Beatles chiếm lĩnh bảng xếp hạng này.

## Các cuộc biểu diễn ở Broadway
| Năm       | Tên                            | Ghi chú                                                             |
| --------- | ------------------------------ | ------------------------------------------------------------------- |
| 1961-1963 | I Can Get It for You Wholesale | Tony đề cử giải Best Performance by a Featured Actress in a Musical |
| 1964-1965 | Funny Girl                     | Tony đề cử Best Leading Actress in a Musical                        |

## Các chương trình truyền hình đặc biệt
| Năm  | Tên                                                   | Ghi chú                       |
| ---- | ----------------------------------------------------- | ----------------------------- |
| 1965 | My Name Is Barbra                                     |                               |
| 1966 | Color Me Barbra                                       |                               |
| 1967 | The Belle of 14th Street                              |                               |
| 1968 | A Happening in Central Park                           | quay ngày 17 tháng 6 năm 1967 |
| 1973 | Barbra Streisand... and Other Musical Instruments     |                               |
| 1975 | Funny Girl to Funny Lady                              |                               |
| 1976 | Barbra: With One More Look at You                     |                               |
| 1983 | A Film Is Born: The Making of 'Yentl'                 |                               |
| 1986 | Putting it Together: The Making of The Broadway Album |                               |
| 1987 | One Voice                                             |                               |
| 1994 | Barbra Streisand: The Concert                         | Đồng sản xuất                 |
| 2000 | Barbra Streisand: Timeless                            |                               |

## Danh sách các phim tham gia
| Năm  | Tên                                | Vai                                       | Ghi chú                          |
| ---- | ---------------------------------- | ----------------------------------------- | -------------------------------- |
| 1968 | Funny Girl                         | Fanny Brice                               |                                  |
| 1969 | Hello, Dolly!                      | Dolly Levi                                |                                  |
| 1970 | On a Clear Day You Can See Forever | Daisy Gamble / Melinda Tentrees           |                                  |
| 1970 | The Owl and the Pussycat           | Doris Wilgus/Wadsworth/Wellington/Waverly |                                  |
| 1972 | What's Up, Doc?                    | Judy Maxwell                              |                                  |
| 1972 | Up the Sandbox                     | Margaret Reynolds                         |                                  |
| 1973 | The Way We Were                    | Katie Morosky                             |                                  |
| 1974 | For Pete's Sake (phim)             | Henrietta 'Henry' Robbins                 |                                  |
| 1975 | Funny Lady                         | Fanny Brice                               |                                  |
| 1976 | A Star Is Born                     | Esther Hoffman Howard                     | Nhà sản xuất                     |
| 1979 | The Main Event                     | Hillary Kramer                            | Nhà sản xuất                     |
| 1981 | All Night Long                     | Cheryl Gibbons                            |                                  |
| 1983 | Yentl                              | Yentl/Anshel                              | Nhà sản xuất, đạo diễn, kịch bản |
| 1987 | Nuts                               | Claudia Faith Draper                      | Nhà sản xuất                     |
| 1991 | The Prince of Tides                | Dr. Susan Lowenstein                      | Nhà sản xuất, đạo diễn           |
| 1996 | The Mirror Has Two Faces           | Rose Morgan                               | Nhà sản xuất, đạo diễn           |
| 2004 | Meet the Fockers                   | Roz Focker                                |                                  |

## Giải thưởng
| Năm  | Giải thưởng      | Hạng mục                                                                          | Tác phẩm                       | Kết quả   | Chú thích |
| ---- | ---------------- | --------------------------------------------------------------------------------- | ------------------------------ | --------- | --------- |
| 1964 | Grammy           | Nữ ca sĩ trình diễn pop xuất sắc nhất                                             | The Barbra Streisand Album     | Đoạt giải |           |
| 1964 | Grammy           | Album của năm                                                                     | The Barbra Streisand Album     | Đoạt giải |           |
| 1965 | Grammy           | Nữ ca sĩ trình diễn pop xuất sắc nhất                                             | People                         | Đoạt giải |           |
| 1965 | Grammy           | Giọng nữ pop xuất sắc nhất                                                        | People                         | Đoạt giải |           |
| 1966 | Grammy           | Nữ ca sĩ trình diễn pop xuất sắc nhất                                             | My Name Is Barbra              | Đoạt giải |           |
| 1968 | Oscar            | Nữ diễn viên chính xuất sắc nhất                                                  | Funny Girl                     | Đoạt giải |           |
| 1969 | Quả Cầu Vàng     | Nữ diễn viên chính xuất sắc nhất trong phim nhạc hoặc kịch                        | Funny Girl                     | Đoạt giải |           |
| 1977 | Quả Cầu Vàng     | Nữ diễn viên chính xuất sắc nhất trong phim nhạc hoặc kịch                        | A Star Is Born                 | Đoạt giải |           |
| 1977 | Grammy           | Giọng nữ Pop xuất sắc nhất                                                        | Love Theme From A Star Is Born | Đoạt giải |           |
| 1978 | Grammy           | bài hát của năm                                                                   | Evergreen                      | Đoạt giải |           |
| 1981 | Grammy           | nhóm nhạc trình diễn giọng Pop xuất sắc nhất                                      | Guilty                         | Đoạt giải |           |
| 1984 | Quả Cầu Vàng     | đạo diễn xuất sắc nhất                                                            | Yentl                          | Đoạt giải |           |
| 1987 | Grammy           | Giọng nữ Pop xuất sắc nhất                                                        | The Broadway Album             | Đoạt giải |           |
| 1995 | Emmy             | màn trình diễn cá nhân trong nhiều chương trình đa dạng hoặc chương trình ca nhạc | Barbra Streisand: The Concert  | Đoạt giải |           |
| 1995 | Grammy           | thành tựu trọn đời                                                                |                                | Đoạt giải |           |
| 2000 | Cecil B. DeMille |                                                                                   |                                | Đoạt giải |           |
| 2001 | AFI              | thành tựu trọn đời                                                                |                                | Đoạt giải |           |
| 2001 | Emmy             | màn trình diễn cá nhân trong nhiều chương trình đa dạng hoặc chương trình ca nhạc | Barbra Streisand: Timeless     | Đoạt giải |           |